# Hemiphonus trimaculatus
Hemiphonus trimaculatus är en insektsart som först beskrevs av Lucien Chopard 1969.  Hemiphonus trimaculatus ingår i släktet Hemiphonus och familjen syrsor. Inga underarter finns listade i Catalogue of Life.